# دیوید کارسون (بازیکن فوتبال)
دیوید کارسون (انگلیسی: David Carson؛ زادهٔ ۲۰ سپتامبر ۱۹۹۵) بازیکن فوتبال اهل بریتانیا است.
از باشگاه‌هایی که در آن بازی کرده‌است می‌توان به باشگاه فوتبال بلکبرن روورز اشاره کرد.